# Tewhatewha
Die Tewhatewha (auch Paiaka oder Taiaha) ist eine längliche Keule, die von den Māori, den Ureinwohnern von Neuseeland benutzt wird.

## Geschichte
Die Tewhatewha, eine Schlag- und Stoßwaffe, wurde von den Māori als Angriffs- und Verteidigungswaffe entwickelt. Die Tewhatewha ist auch ein Standesobjekt, das in der Tradition der Māori eine wichtige Rolle spielt. Sie ist neben der Toki-Pou-Tangata ein Symbol für den Häuptling (Ariki) eines Stammes.

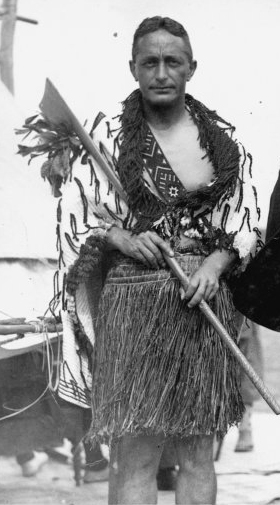
Pei Te Hurinui Jones (1898–1976) mit Tewhatewha. Unbekannter Fotograf, Alexander Turnbull Library
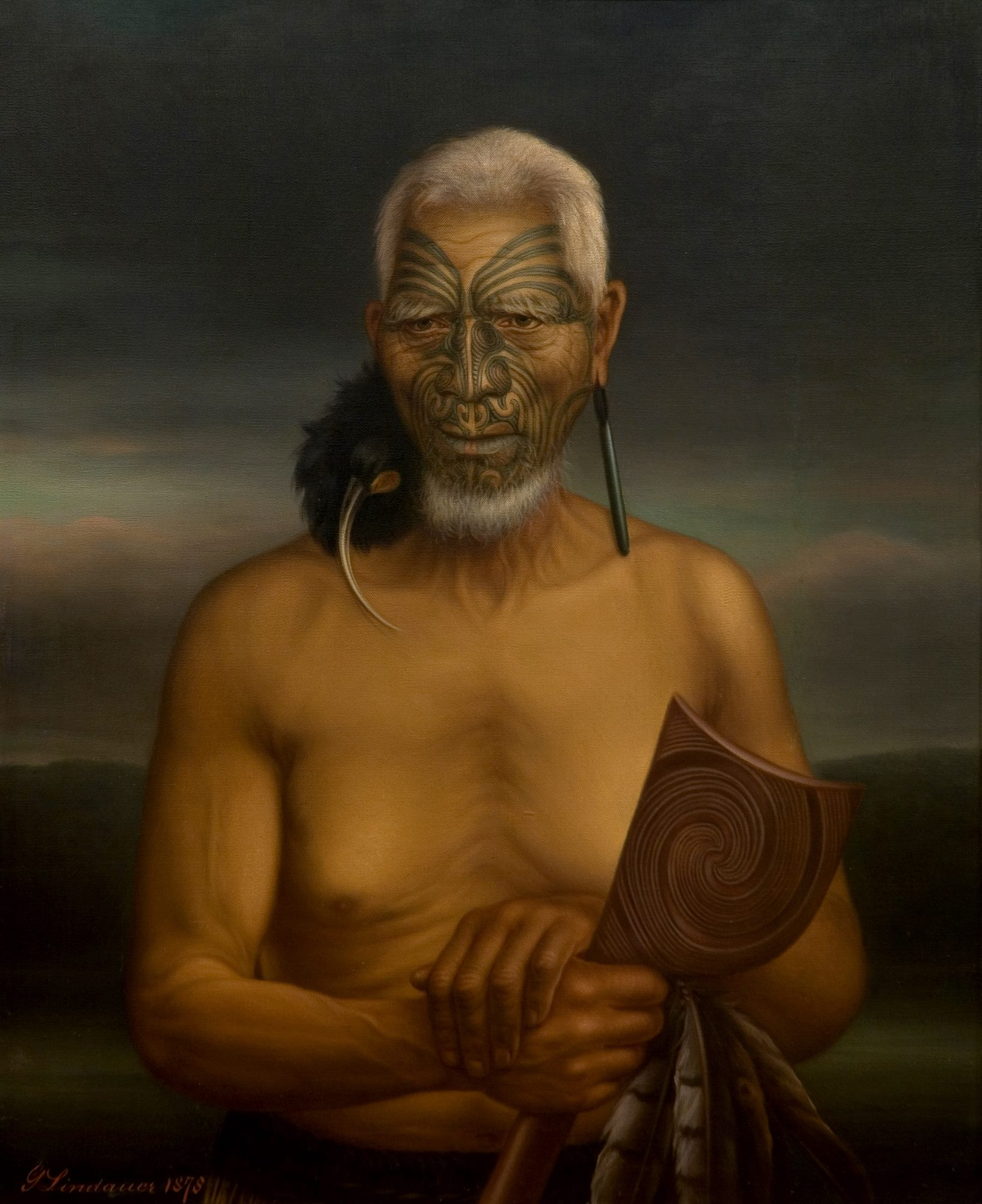
Tukukino, 1878 von Gottfried Lindauer, Öl auf Leinwand.  Auckland Art Gallery Toi o Tamaki

## Beschreibung
Die Tewhatewha besteht entweder aus Walknochen oder aus Hartholz. Sie ist etwa 120 cm lang.
Der Schaft, Durchmesser etwa 15–20 mm, ist rund und wird vom Schlagkopf aus dünner, bis er am Ende spitz zuläuft und dort einen scharfen Stichdorn bildet. Die Mitte des Schafts ist oft mit bandförmigen Schnitzereien verziert.
Der Schlagkopf hat in etwa die Form eines Viertelkreises. An der runden Seite ist die Außenkante scharf geschliffen. Die ganze Tewhatewha ist poliert. Man kann sie zum Schlagen und Stechen benutzen. Häufig wird der Schlagkopf als Griff benutzt und der Schaft zum Stechen und Schlagen.
Kurz hinter dem Schlagkopf ist ein Büschel Federn angebracht, welches dazu dient, den Feind während des Kampfes abzulenken.